# Anneliese Ude-Pestel

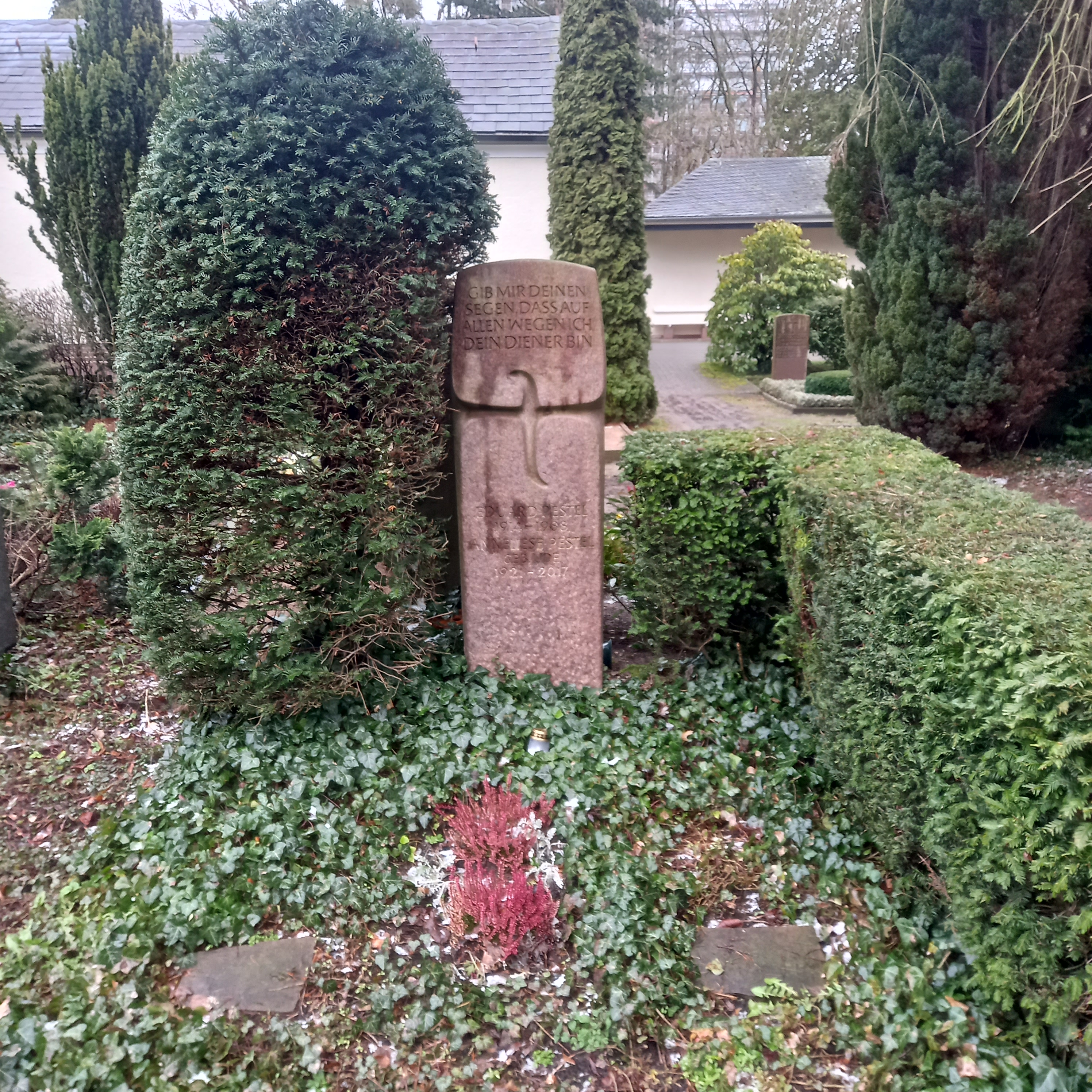
Das Grab von Anneliese Ude-Pestel und ihrem Ehemann Eduard Pestel auf dem Herrenhäuser Friedhof in Hannover

Anneliese Ude-Pestel (* 21. Mai 1921 in Hannover; † 5. Januar 2017) war eine deutsche analytische Kinder- und Jugendlichen-Psychotherapeutin und Autorin. Anneliese Ude-Pestel lebte in Hannover.

## Therapeutin
Ihre Ausbildung zur Therapeutin erhielt Anneliese Ude-Pestel in Heidelberg und Los Angeles. Von 1964 bis 1991 war sie als analytische Kinder- und Jugendlichen-Psychotherapeutin tätig, ab 1971 in eigener Praxis. 1992 bis 1995 arbeitete sie am Institut für Primärtherapie von Arthur Janov in Los Angeles.
Anneliese Ude-Pestel war verheiratet mit Professor Eduard Pestel, einem der Mitbegründer des Club of Rome. Sie begleitete ihren Mann bei vielen seiner Auslandsreisen und konnte dadurch Vorträge und Vorlesungen über ihre Arbeit in vielen Ländern, u. a. in den Niederlanden, Schweden, Italien, Japan und China, halten.

## Autorin
Anneliese Ude-Pestel hat über ihre therapeutische Arbeit mit ihren Klienten vier Bücher geschrieben. Zwei dieser Bücher beschreiben ihre Arbeit mit den Kindern "Betty" und "Ahmet" (dies sind gleichzeitig die Buchtitel). Beide Bücher sind überwiegend in Dialogform geschrieben und schildern dadurch die jeweiligen Therapieprozesse sehr lebendig und anschaulich.
- Das Buch Betty. Protokoll einer Kinderpsychotherapie ist ein Klassiker zur Kindertherapie geworden, wurde in zahlreiche Sprachen übersetzt und vom Südwestdeutschen Fernsehen verfilmt.

- Ahmet behandelt bewegend die Probleme eines türkischen Kindes, das mit seiner Familie als Siebenjähriger nach Deutschland kommt und in der Schule als "Gastarbeiterkind" auf Gespött, Ablehnung und Feindseligkeit stößt.

- Das Buch Lisa ist die (fiktive) Beschreibung der Therapie einer jungen Frau, in der die Therapeutin Anna Pilavi augenscheinlich das Alter Ego der Autorin ist. Hier hat die Autorin – anders als in ihren übrigen Büchern – die Handlung mit theoretischen Reflexionen über den therapeutischen Prozess verknüpft.

- In ihrem jüngsten Buch Gegenwart – was ist das beschäftigte sich die Autorin anhand von vier Fallgeschichten mit dem Phänomen, dass Probleme unserer eigenen Gegenwart oft das Echo von in der frühesten Kindheit erlebten Traumata sind.

## Werknachweise
- Betty. Protokoll einer Kinderpsychotherapie. Deutsche Verlags-Anstalt, Stuttgart 1975, ISBN 978-3-421-02679-8; im Taschenbuch: Deutscher Taschenbuch-Verlag, München 2014 (28. Auflage), ISBN 978-3-423-36019-7.
- Ahmet. Geschichte einer Kindertherapie. Piper, München/Zürich 1981, ISBN 3-492-02671-0.
- Lisa. „Wohin mit meiner Angst?“ Porträt einer Psychotherapie. dtv, München 2005, ISBN 3-423-34217-X.
- Gegenwart – was ist das? Therapeutische Skizzen. adlibri Verlag, Hamburg 2008, ISBN 978-3-89927-008-2.